# Ison (musique)
Pour les articles homonymes, voir Ison.
L’ison est une note de bourdon, ou un contre-chant grave à mouvement lent, utilisée dans le chant byzantin et dans les traditions musicales associées pour accompagner la mélodie. L’ison sert à enrichir le chant, mais sans le transformer en morceau harmonisé ou polyphonique .

## Histoire
L’ison a été introduit dans la musique byzantine au XVIe siècle, principalement pour souligner la mélodie alors qu’auparavant, le chant de l'Église grecque était purement monophonique (comme il l'est encore dans certaines traditions archaïques, comme le chant Znamenny). Il est possible que cette pratique du bourdon ait été empruntée à la musique byzantine occidentale, particulièrement italienne. Traditionnellement, l’ison n'est pas noté ; le premier exemple d’ison noté n’apparaît qu’en 1847, et cette pratique ne se généralise pas avant la seconde moitié du XXe siècle.
Un second ison auxiliaire peut être utilisé dans le chant patriarcal, auquel cas il est placé sur un ton différent (généralement un quart de quinte de l’ison principal, dans un tétracorde différent). Il est chanté plus discrètement, mais permet de constituer un troisième ton indépendant dans le chant.
La mobilité des isons semble augmenter avec le temps, les isons modernes étant beaucoup plus mobiles que ceux auparavant utilisés depuis la fin du XIXe siècle. Cette évolution est due à l’influence de la musique occidentale sur la pratique du chant byzantin.
Les chantres tenant l’ison sont nommés, en grec, ισοκράτημα / isokratima.

## Utilisation moderne dans le chant byzantin
L’ison peut être utilisé de façon flexible dans le chant byzantin, de sorte que la même pièce peut être interprétée avec des isons de mobilité variable, allant d’un bourdon stable sur une seule note pour la pièce entière, jusqu’à un son plus grave et plus mobile au sein de chaque phrase musicale. Cependant, l’ison n’est jamais aussi mobile que la mélodie, et n’introduit jamais de contrepoint ; il sert uniquement à souligner la mélodie en la soulignant d’une base, sur laquelle il est possible d’introduire des intervalles accentués ou consonants.
La logique principale de l’ison se présente ainsi, : 
- pour chaque tonalité byzantine, il offre une note principale stable (Fa pour le premier ton, Si pour le second, La pour le troisième, etc.) ;
- chaque fois que la mélodie est transposée dans un tétracorde différent, l’ison est susceptible de passer à la note fondamentale de celui-ci, haute ou basse ;
- chaque fois que la mélodie passe sous l'ison, celui-ci peut la suivre avant de revenir à la note stable, de manière à ne pas être au-dessus de la mélodie (ce qui est généralement indésirable, mais pas systématiquement) ;
- dans certains modes, l'ison exécute le phrasé des cadences, en suivant la logique interne du ton (comme le Sol-Fa-Sol dans le premier ton Plagal, ou le phrasé alternatif Si-Sol du second).

Toutefois, pour la majorité des pièces, un ison stable, restant sur la note principale du ton peut également être utilisé. En conséquence, l’ison ne figure pas dans la plupart des partitions byzantines antérieures au milieu du XXe siècle, partant du principe que son exécution est trop simple pour devoir faire l’objet d’une notation.
Pour les morceaux rapides, ou pour ceux particulièrement lents et décoratifs, l’ison est chanté sans mots, comme un bourdonnement. Pour les morceaux exécutés à un tempo normal, les mots sont produits de façon synchronisée avec la mélodie. Il existe également une approche intermédiaire, dans laquelle l’ison suit les voyelles du texte mais pas ses consonnes. L'ison est maintenu lors des silences séparant les phrases, lors des reprises de souffle des chantres principaux, qui chantent la mélodie.

## Usage moderne dans d'autres traditions
Outre le chant byzantin, l'ison est également utilisé dans certaines traditions russes, telles que le chant Valaam. À cause de l’influence du chant byzantin, le chant Znamenny tend également à être interprété avec un ison. Cette innovation est néanmoins controversée, car le chant Znamenny suit une logique musicale différente de celle du chant byzantin, moins ornementale et mobile, et n’utilise pas de gammes différentes pour des tons différents. Le chant Znamenny avec ison peut donc sonner de façon sourde, et les airs des différents tons se ressemblent, ce qui n'est pas un effet souhaitable.
L’ison est également utilisé dans les chants liturgiques bulgares et serbes.